# آسترافوبیا

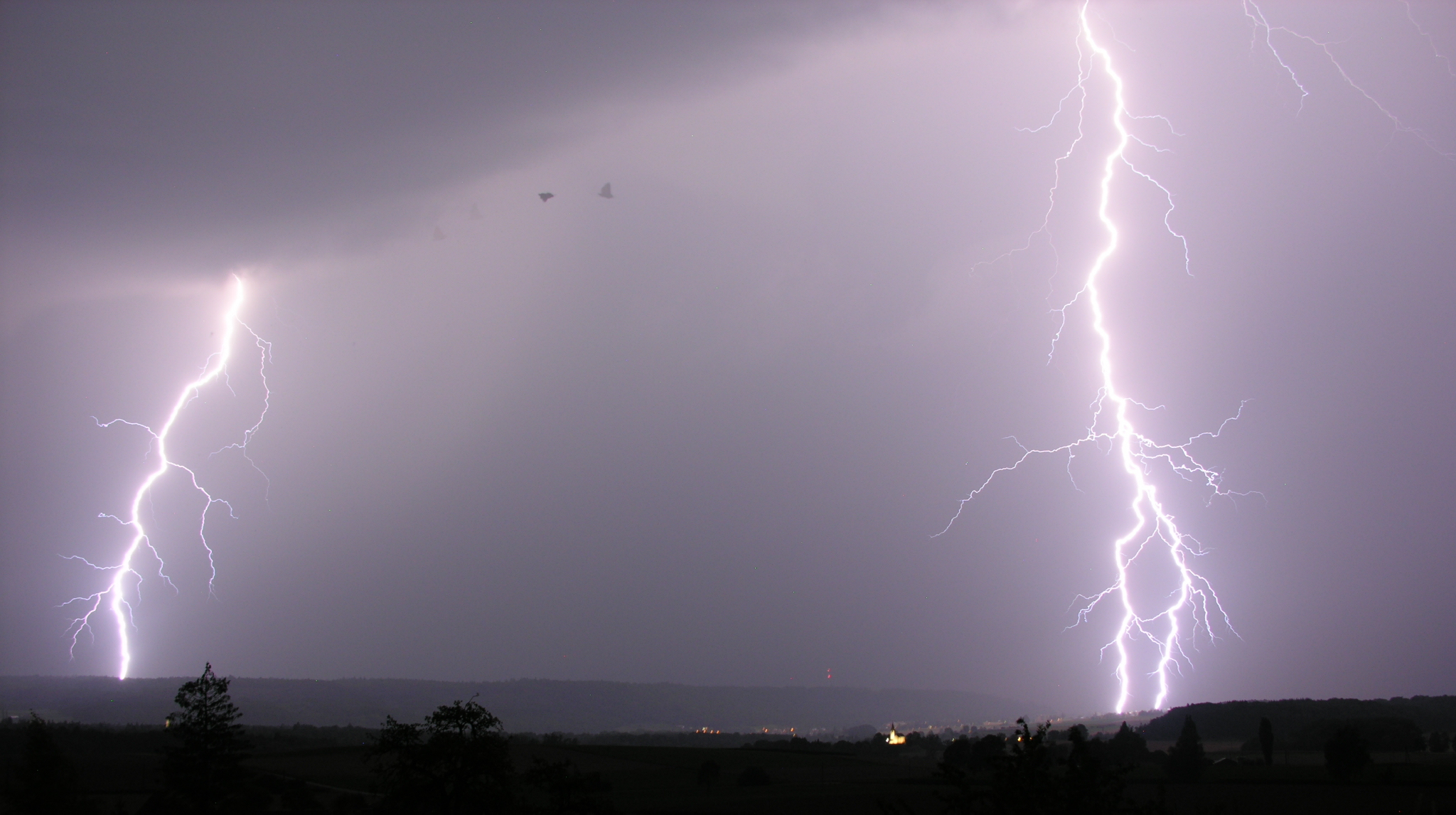
صاعقه هنگام طوفان

آسترافوبی (Astraphobia)، که همچنین با عنوان‌های تندرهراسی, آستراپوفوبی (Astrapophobia)، برونتوفوبی (Brontophobia)، کراونوفوبی (Keraunophobia) یا تونیتروفوبی (Tonitrophobia) نیز شناخته می‌شود، یک هراس غیرمعمول از توفان و رعد و برق و نوعی از فوبیا است. این فوبیا نوعی از فوبیاهای درمان‌پذیر است که هم انسان هم جانوران می‌توانند به آن مبتلا شوند. اصطلاح آسترافوبیا ترکیبی از واژه‌های ἀστραπή (آستراپ به معنی آذرخش) و φόβος (فوبوس به معنی هراس) تشکیل شده‌است. تندرهراسی بر اساس آمار سال ۲۰۰۷ میلادی، سومین فوبیای شایع در ایالات متحده آمریکا است.

## علائم
فرد مبتلا به آسترافوبیا اغلب در هنگام طوفان دچار اضطراب می‌شود، حتی زمان‌هایی که می‌داند خطر کمی او را تهدید می‌کند. بعضی از علایم با بسیاری از فوبیاها، از جمله لرزش، گریه کردن، تعریق و واکنش‌های وحشت‌زدگی، حس ناگهانی استفاده از حمام، تهوع، حس ترس، وارد کردن انگشتان در گوش و تندتپشی (ضربان سریع قلب) همراه است. اگرچه، برخی واکنش‌ها با آسترافوبیا یکتاست. برای نمونه، اطمینان گرفتن از سایر افراد انجام می‌شود و هنگام تنها بودن شخص، این علایم بدتر می‌شوند. بسیاری از افراد که دچار آسترافوبیا هستند، هنگام طوفان به دنبال پناه‌گاه اضافه خواهند بود.
این افراد ممکن است زیر تخت‌خوابشان، زیر پتو، در یک قفسه، در زیرزمین یا هر مکانی که احساس امنیت بیشتری دارد پنهان شوند و معمولاً تلاش در این راستاست که صدای رعد و برق رو کمتر احساس کنند، مثلاً گوششان را بپوشانند یا پنجره‌ها را ببندند.